# Mimí Cal
Manuela Cal Fariñas, más conocida como Mimí Cal (Regla, provincia de La Habana, Cuba; 12 de enero de 1900-Miami, Florida, Estados Unidos; 21 de mayo de 1978), fue una actriz y comediante cubana, conocida por su papel como «Nananina» en el serial cómico radial La Tremenda Corte.

## Biografía
Desde muy pequeña manifestó su interés por la actuación, al interpretar ante su familia pequeñas representaciones. Más adelante inició una carrera en La Habana como bailarina en los cabarés. Su belleza y talento pronto llamaron la atención y se convirtió en una de las sensaciones de la vida nocturna de la isla.
Gracias a ese reconocimiento, inició una gira por casi toda la isla cubana, además de otros países latinoamericanos y en España, donde causó una gran impresión. A principios de la década de 1930, conoció a Leopoldo Fernández, otro comediante cubano, con quien formó pareja, tanto en la vida profesional como en la personal, en un matrimonio que duró dieciséis años.
Debutó como actriz en 1916, en la compañía de Arquímedes Pous, donde actuó hasta 1926. Más tarde integró las compañías de Lecuona, en los estrenos de El cafetal (1929, Cipriana), El batey (1929, Guadalupe), María la O (1930, Caridad Almendares) y Lola Cruz (1935, La Regla).

## La Tremenda Corte
El 7 de enero de 1942 se emite por primera vez en la radiodifusora RHC Cadena Azul, un programa radial de corte cómico titulado La Tremenda Corte, cuya idea original y guiones venían de la mano de Cástor Vispo, un escritor de origen español radicado en Cuba. Mimí Cal se unió al elenco integrado por Leopoldo Fernández (José Candelario Tres Patines), Aníbal de Mar (el Tremendo Juez), Julito Díaz (el Secretario), Adolfo Otero (Rudecindo Caldeiro y Escobiña) y ella misma en el papel por el cual sería recordada por siempre "Luz María Nananina".
La calidad de los libretos y los altos estándares de actuación del elenco, le han valido al programa hasta la fecha el calificativo de la mejor comedia radiofónica producida en Latinoamérica.
Gracias a esta interpretación, la emisora RHC Cadena Azul la incluyó en su nómina como actriz de cuadro comedia, con un jugoso salario. En mayo de 1947, solamente otras tres actrices de RHC Cadena Azul disfrutaban de tal exclusividad: Sol Pinelli, Marta Martínez Casado y Eva Vázquez. Entonces, cuando aún no había aparecido la televisión, los salarios de la radio se dividían drásticamente en altos y bajos, y esa diferencia era mucho más notable en las grandes emisoras; el régimen salarial que llegó a disfrutar Mimí Cal demostraba la estimación del público y de sus empleadores y la calidad de su trabajo.

## Participación en cine
Aprovechando la proyección que la radio le daba, Mimí Cal incursionó también en el cine en varias películas que fueron muy taquilleras. En 1945, inspirada en el éxito de La Tremenda Corte se filmó una cinta homónima, producida por la empresa Refrescos Materva, con el mismo elenco que actuaba en el programa radial. 
En 1949 participó en el filme El Vigilante Chegoya, producido por Publicidad Borbolla. Con ella estuvieron los comediantes Leopoldo Fernández, Aníbal del Mar, Rolando Ochoa y Jesús Alvariño.
La más reconocida de sus cintas fue Olé Cuba, filmada en 1957. En ella volvió a compartir créditos con Leopoldo Fernández y Aníbal de Mar (en los papeles de Pototo y Filomeno). La película, dirigida por Manuel de la Pedrosa, mostraba algunas características de la sociedad y la cultura cubanas de la época, con particular énfasis en la música popular. El elenco incluyó, además, a "Chino Wong", Julito Díaz, Teté Machado y Miguel Herrera, entre otros. 

## Televisión
A inicios de los programas televisivos, Mimí Cal participó como conductora de Detrás de la Fachada, junto a José Antonio Cepero Brito, un espacio humorístico de frecuencia semanal, con libretos de Marcos Behmaras, cuyo argumento se desarrollaba en el escenario de un gran edificio de apartamentos. El programa recreaba escenas de la vida cotidiana de los inquilinos. Mimí Cal desempeñó el rol de contrafigura, hasta que en 1957 fue contratada para trabajar en Puerto Rico; entonces fue sustituida en el espacio por Eloísa Álvarez Guedes y, posteriormente, por Consuelito Vidal.

## Revolución Cubana
Con el triunfo por medio de las armas de la Revolución Cubana en 1959, los medios de comunicación fueron nacionalizados por el gobierno comunista. Mimí Cal se marchó a los Estados Unidos de América, donde su carrera artística continuó floreciendo. En Miami trabajó con Leopoldo Fernández en el espectáculo Se Escapó el Loco con Pototo, y en otras presentaciones teatrales.

## Vida personal
Estuvo casada con el negrito Manuel Colina, con quien formó el dueto 'Mimí-Colina'. Ambos recorrieron todos los escenarios de la isla y se presentaron con éxito en México (1924) y Panamá (1931).
Al quedar viuda contrajo matrimonio con Leopoldo Fernández. Esta unión duró dieciséis años, divorciándose finalmente. A pesar de esta separación, continuaron trabajando juntos.
Mimí Cal murió en Miami en 1978.

## Filmografía (parcial)
Muchos datos de Mimí Cal se han perdido. Esta es una lista parcial de sus apariciones en cine.
- La Tremenda Corte - (1945)
- El Vigilante Chegoya - (1949)
- Hotel de muchachas - (1950)
- Olé Cuba - (1957)